# Canindé (Ceará)
Canindé es un municipio brasileño del estado del Ceará, localizado en la microrregión de Canindé, mesorregión del Norte Cearense.
Es la ciudad en la cual también se festeja una de las más antiguas fiestas religiosas del Brasil: la Fiesta de São Francisco de las Chagas.

## Toponimia
La palabra Canindé viene del tupi-guarani kanindé. Su denominación original era São Francisco das Chagas do Canindé y desde 1914 Canindé.

## Geografía

### Clima
Tropical caliente semiárido con lluvias concentradas de febrero a abril. La precipitación pluviométrica media anual es de 756 mm. Temperatura máxima de 32 °C y mínima de 24 °C (medias) 

### Hidrografía y recursos hídricos
Los principales cursos de agua forman parte de la cuenca del río Curu y Metropolitano, siendo los princiapis afluentes los ríos: Canindé, Curu, Choró y los arroyos: de los Grossos, de las Furnas, de la Concepción y otros tantos. Existen también diversas represas.

## Subdivisiones
El municipio es dividido en diez distritos: Canindé (sede), Bonito, Caiçara, Capitán Pedro Sampaio, Esperanza, Iguaçu, Ipueiras de los Gomes, Monte Alegre, Salitre y Targinos.

## Economía
- Agricultura: algodón herbáceo y arbóreo, banana, maíz, frijol y mamona.
- Ganadería: bovinos, porcinos y avícola.
- Piscicultura